# 8kHz Mono
8kHz Mono är en svensk musikgrupp som skapar och framför elektronisk musik i genren EBM. Gruppen startades av Krister Hessling 2001 när han under namnet ZKH tröttnat på att skapa trance- och technomusik. Han sökte sig till syntmusikens rötter i 1980-talet.
2005 nominerades 8kHz Mono till bästa nykomling på SAMA för sitt album Monochromator. På EP:n Monolog deltog endast Hessling, men på releasepartyt deltog Henrik Andersson och Joachim Andersson för första gången. 8kHz Mono deltog på Arvikafestivalen 2005.

## Diskografi

### Monolog E.P.
| 1. | Frequency            | 4:55 |
| 2. | Falling              | 4:02 |
| 3. | 30-56-99             | 5:28 |
| 4. | IRQ15                | 5:10 |
| 5. | Reality              | 5:09 |
| 6. | 30-56-99 (GHz Remix) | 7:58 |

### Monochromator
| Nr  | Titel        | Längd |
| --- | ------------ | ----- |
| 1.  | Heavy Water  | 5:29  |
| 2.  | Falling      | 4:02  |
| 3.  | One          | 5:54  |
| 4.  | 305699V2     | 4:39  |
| 5.  | Step By Step | 5:07  |
| 6.  | Blue         | 4:41  |
| 7.  | IRQ15        | 5:14  |
| 8.  | Suspect      | 5:36  |
| 9.  | Frequency    | 4:54  |
| 10. | Nothing      | 4:08  |

## Bandmedlemmar
- Krister Hessling: Sång, programmering, inspelning och mixning
- Henrik Hultin: Liveframträdanden (keyboard, sång)
- Joachim Andersson: Liveframträdanden (keyboard, datorer)
- Janina Danes: Liveframträdanden (Elektroniska trummor)[7]